# Giải vô địch bóng đá nữ châu Á 1993
Giải vô địch bóng đá nữ châu Á 1993 diễn ra tại Malaysia từ 3 tháng 12 đến 12 tháng 12 năm 1993. Đội tuyển vô địch là Trung Quốc sau khi đánh bại CHDCND Triều Tiên trong trận chung kết.

## Vòng bảng

### Bảng A
| Đội               | Tr | T | H | B | BT | BB | HS  | Đ |
| ----------------- | -- | - | - | - | -- | -- | --- | - |
| CHDCND Triều Tiên | 3  | 2 | 1 | 0 | 16 | 1  | +15 | 5 |
| Trung Quốc        | 3  | 2 | 1 | 0 | 14 | 1  | +13 | 5 |
| Hàn Quốc          | 3  | 1 | 0 | 2 | 4  | 9  | −5  | 2 |
| Malaysia          | 3  | 0 | 0 | 3 | 0  | 23 | −23 | 0 |

| Hàn Quốc      | 4–0 | Malaysia |
| ------------- | --- | -------- |
| Lee Myung-hwa |     |          |

| Trung Quốc | 1–1 | CHDCND Triều Tiên |
| ---------- | --- | ----------------- |
| Chu Dương  |     | Park Joo-hy       |

| Trung Quốc | 6–0 | Hàn Quốc |
| ---------- | --- | -------- |
|            |     |          |

| CHDCND Triều Tiên | 12–0 | Malaysia |
| ----------------- | ---- | -------- |
|                   |      |          |

| Trung Quốc                                                                                          | 7–0 | Malaysia |
| --------------------------------------------------------------------------------------------------- | --- | -------- |
| Thi Quế Hồng 25' · Vương Lệ Bình 30', 36', 62' · Lưu Ái Linh · Tôn Khánh Mai 51' · Ngưu Lệ Kiệt 75' |     |          |

| CHDCND Triều Tiên                       | 3–0 | Hàn Quốc |
| --------------------------------------- | --- | -------- |
| Cho Jong-ran 24' · Ri Kyong-ae 40', 61' |     |          |

### Bảng B
| Đội               | Tr | T | H | B | BT | BB | HS  | Đ |
| ----------------- | -- | - | - | - | -- | -- | --- | - |
| Nhật Bản          | 3  | 3 | 0 | 0 | 25 | 1  | +24 | 6 |
| Đài Bắc Trung Hoa | 3  | 2 | 0 | 1 | 15 | 6  | +9  | 4 |
| Hồng Kông         | 3  | 1 | 0 | 2 | 5  | 6  | −1  | 2 |
| Philippines       | 3  | 0 | 0 | 3 | 0  | 32 | −32 | 0 |

| Hồng Kông | 5–0 | Philippines |
| --------- | --- | ----------- |
|           |     |             |

| Nhật Bản                                     | 6–1 | Đài Bắc Trung Hoa |
| -------------------------------------------- | --- | ----------------- |
| Hanta · Takakura · Handa · Nagamine · Mizuma |     |                   |

| Nhật Bản                                            | 15–0 | Philippines |
| --------------------------------------------------- | ---- | ----------- |
| Kioka · Takakura · Sawa · Nagamine · Mizuma · Handa |      |             |

| Đài Bắc Trung Hoa | 2–0 | Hồng Kông |
| ----------------- | --- | --------- |
|                   |     |           |

| Nhật Bản                    | 4–0 | Hồng Kông |
| --------------------------- | --- | --------- |
| Tomei · Takakura · Kadohara |     |           |

| Đài Bắc Trung Hoa | 12–0 | Philippines |
| ----------------- | ---- | ----------- |
|                   |      |             |

## Vòng đấu loại trực tiếp
|  | Bán kết           | Bán kết    |                   |   | Chung kết | Chung kết |
|  |                   |            |                   |   |           |           |
|  | 10 tháng 12       |            |                   |   |           |           |
|  |                   |            |                   |   |           |           |
|  | CHDCND Triều Tiên | 2          |                   |   |           |           |
|  | CHDCND Triều Tiên | 2          | 12 tháng 12       |   |           |           |
|  | Đài Bắc Trung Hoa | 0          |                   |   |           |           |
|  | Đài Bắc Trung Hoa | 0          | CHDCND Triều Tiên | 0 |           |           |
|  | 10 tháng 12       |            | CHDCND Triều Tiên | 0 |           |           |
|  |                   | Trung Quốc | 3                 |   |           |           |
|  | Nhật Bản          | Trung Quốc | 3                 | 0 |           |           |
|  | Nhật Bản          |            |                   | 0 |           |           |
|  | Đài Bắc Trung Hoa | 1          |                   |   |           |           |
|  | Đài Bắc Trung Hoa | 1          | Tranh hạng ba     |   |           |           |
|  |                   |            |                   |   |           |           |
|  | 12 tháng 12       |            |                   |   |           |           |
|  |                   |            |                   |   |           |           |
|  | Đài Bắc Trung Hoa | 0          |                   |   |           |           |
|  | Đài Bắc Trung Hoa | 0          |                   |   |           |           |
|  | Nhật Bản          | 3          |                   |   |           |           |

### Bán kết
| CHDCND Triều Tiên                 | 2–0 | Đài Bắc Trung Hoa |
| --------------------------------- | --- | ----------------- |
| Kim Hye-ran 68' · Ri Kyong-ae 74' |     |                   |

| Trung Quốc                                         | 3–1 | Nhật Bản     |
| -------------------------------------------------- | --- | ------------ |
| Lưu Ái Linh 30' · Triệu Lợi Hồng 36' · Chu Hoa 50' |     | Takakura 27' |

### Tranh hạng ba
| Đài Bắc Trung Hoa | 0–3 | Nhật Bản                          |
| ----------------- | --- | --------------------------------- |
|                   |     | Handa 4' · Mizuma 16' · Kioka 51' |

### Chung kết
| CHDCND Triều Tiên | 0–3 | Trung Quốc               |
| ----------------- | --- | ------------------------ |
|                   |     | Lưu Ái Linh 4', 27', 40' |